# ロシアの共産主義者
ロシアの共産主義者（ロシア語: Коммунисты России）はロシアの共産主義政党。2009年5月23日結党。

## 概要
2009年5月23日に結党された新しい共産主義政党である。マルクス・レーニン主義を信条としている。
しかし、この党はメドベージェフ・プーチン政権ならびに政権与党「統一ロシア」によって作られた官製野党であるとの疑惑がもたれている。
ロシア連邦共産党のイワン・メルニコフ下院副議長は、「『ロシアの共産主義者』は『公正ロシア』のような人為的な組織であることは明らかだ」と主張している。
「第二与党」と呼ばれるセルゲイ・ミローノフの「公正ロシア」がこの党の設立に関わった言われているが、公正ロシアは関与を否定している。
ロシア連邦共産党に対し、「ジュガーノフらは共産主義の理論を捨てた」と批判している。